# Zucchero Fornaciari
Zucchero Fornaciari, pseudonimo di Adelmo Fornaciari (Reggio Emilia, 25 settembre 1955), è un cantautore e musicista italiano.
Annoverato fra i principali esponenti del blues in Italia, nell'arco di oltre quarant'anni di carriera ha riscosso un ragguardevole successo commerciale, vendendo più di 60 milioni di dischi tra album e singoli; le sue tournée mondiali e le frequenti collaborazioni con artisti affermati a livello internazionale – fra i quali Luciano Pavarotti, Andrea Bocelli, Eric Clapton, Joe Cocker, Miles Davis, B.B. King, Sting e Paul Young – hanno contribuito in misura considerevole a estendere la sua popolarità oltre i confini nazionali.
Sotto il profilo stilistico, la produzione musicale del cantautore emiliano è caratterizzata da una sintesi originale della tradizione melodica mediterranea con elementi derivati dal blues, dal gospel e dal soul, generi tipici del sud degli Stati Uniti d'America.
Il suo lavoro gli ha fruttato numerosi riconoscimenti, tra cui il Premio Tenco alla carriera, due World Music Awards, sei IFPI Platinum Europe Awards, una candidatura ai Grammy e l'onorificenza di commendatore dell'Ordine al merito della Repubblica Italiana.

## Biografia
Nato a Roncocesi da Giuseppe Fornaciari (1925-1997) e Rina Bondavalli (1929-2001), Adelmo Fornaciari scelse lo pseudonimo Zucchero in quanto era il soprannome datogli da una maestra delle elementari. Da bambino fu tesserato dalla società calcistica della Reggiana come portiere nella squadra dei pulcini.
Nel 1968 la famiglia si trasferì da Roncocesi a Forte dei Marmi, dove Adelmo frequentò la scuola media inferiore. Tre anni più tardi, nel 1971, la famiglia Fornaciari si trasferì nuovamente, questa volta ad Avenza, un quartiere di Carrara, dove Adelmo frequentò l'I.T.I.S. "Galileo Galilei".
Diplomato come perito elettronico, la sua grande passione per gli animali lo spinse a iscriversi all'università nella facoltà di veterinaria; dopo aver superato trentanove esami su cinquantuno abbandonò gli studi per dedicarsi alla musica. Durante la lunga gavetta svolse vari lavori tra i quali il tornitore, il salumiere e il fornaio.

### 1968-1981: Gli inizi e la vittoria al Festival di Castrocaro
Dal 1968 al 1978 suonò con alcuni gruppi: "I Duca" (1968), primo gruppo da lui fondato, il trio "Amici del mare" (1971), che collaborarono come coristi al 45 giri Vorrei volare/Risposta non c'è di "Paolo Barberi e il Piano Verticale", esordio assoluto in sala d'incisione, "I Monatti", "Le Nuove Luci" (Juanita/Canto di maggio, City, c 6256), "Sugar & Daniel", "I Decals" (Un'ora, Atlas Records, AT 075) e "Sugar & Candies" (Voulez vous danser/My Woman, Up 10019, Mi vida/Something in My Life, Up 10024, e Donna o bambina/Marylou, Harmony H 6069). Di queste canzoni riprese in seguito alcuni versi di Juanita, nel ritornello di Quasi quasi (in Zucchero & The Randy Jackson Band) e My Woman, con un testo in italiano e il titolo cambiato in Bambino io, bambino tu (in Blue's).
Nel 1979 scrisse la musica della canzone Il gallo, per l'album del cantautore Rinaldo Del Monte e Tutto di te per Fred Bongusto. Nel 1980 formò la band "Taxi" e nel 1981, anno di nascita della primogenita Alice, si classificò primo al Festival di Castrocaro con il brano Canto te, a pari merito con Fiordaliso. La prima collaborazione importante fu con Michele Pecora, insieme al quale realizzò il brano di grande successo Te ne vai.

### 1982-1986: Festival di Sanremo, primi album e l'inizio del successo
Nel 1982 esordì al Festival di Sanremo, presentando la canzone Una notte che vola via, con la quale giunse penultimo in finale davanti a Vasco Rossi, ultimo con Vado al massimo, e anche come produttore del brano Lisa, cantato da Stefano Sani.
L'anno successivo partecipò per la seconda volta al Festival di Sanremo nel 1983, col brano Nuvola, ammesso alla fase finale, ma che non ebbe successo. Fu inoltre autore della seconda canzone classificata, Volevo dirti, cantata da Donatella Milani e di altri tre brani della rassegna. Nello stesso anno, pochi mesi prima della nascita della seconda figlia Irene Fornaciari, pubblicò il suo album d'esordio Un po' di Zucchero, deludente dal punto di vista commerciale e lontano dal genere ricercato, in quanto realizzato in parziale compromesso con la casa discografica PolyGram.
Deluso dalla sua situazione artistica, nel 1984 decise di imprimere un importante cambiamento alla sua carriera recandosi in California. A San Francisco conobbe Corrado Rustici, suo futuro produttore, e registrò le basi per un nuovo disco, orientandosi verso sonorità più internazionali: il soul e il blues. Ne scaturì, nel 1985, il secondo album Zucchero & The Randy Jackson Band, con testi di Mogol e Alberto Salerno, anticipato dal singolo Donne. La canzone, con la quale Zucchero partecipò per la terza volta a Sanremo, divenne un tormentone nonostante fosse stata inizialmente attaccata dalla critica e ignorata dalle giurie, classificandosi in penultima posizione.
Nel 1986, dopo aver partecipato per la quarta e ultima volta al Festival di Sanremo col brano Canzone triste, piazzatosi alla ventunesima e penultima posizione come l'anno prima, cominciò a lavorare con il produttore Michele Torpedine. Quest'ultimo credette nel cantante, concedendogli una nuova occasione dopo il parziale insuccesso dei primi due album. Venne così concepito l'album Rispetto che, pregno di atmosfere e sonorità rhythm and blues, segnò la svolta della carriera di Zucchero.
Risalgono a quest'epoca la collaborazione con Gino Paoli, che scrisse il testo di Come il sole all'improvviso e fu ospite nel Rispetto Tour, e la frequentazione di Zucchero con il già affermato rocker Vasco Rossi, tramite il produttore di quest'ultimo: Guido Elmi.

### 1987-1994: La consacrazione e i primi tour internazionali

Zucchero ospite del collega Adriano Celentano nel programma TV Fantastico 8 (1987)

Nel 1987 venne pubblicato Blue's, con cui Zucchero raggiunse un ragguardevole livello di popolarità, vincendo anche il Festivalbar 1987, e di vendite con oltre 1 500 000 copie in Italia. Fra i brani più noti di questo periodo: Con le mani e Hey Man (testi di Gino Paoli), Senza una donna, poi divenuto il suo maggiore successo internazionale, Dune Mosse, Pippo, Non ti sopporto più e Solo una sana e consapevole libidine salva il giovane dallo stress e dall'Azione Cattolica.
Nel conseguente Blue's Tour tenne tre concerti con Joe Cocker, durante i quali i due cantarono insieme una versione del brano With a Little Help from My Friends. Contemporaneamente al raggiungimento delle prime grandi soddisfazioni dal punto di vista musicale, tuttavia, Zucchero visse un profondo stato di depressione dovuta all'imminente separazione dalla prima moglie Angela Figliè.
Nel 1988 suonò alla Fiera internazionale del disco di Cannes che contribuì a lanciarlo nel mercato estero e iniziò il suo primo tour europeo, lo European Tour '88.
Nell'album di Gino Paoli, L'ufficio delle cose perdute fu incluso il brano Hey Ma firmato da Zucchero. In aprile incontrò a New York Miles Davis, col quale incise una nuova versione di Dune mosse, pubblicata solo anni più tardi in Zu & Co. In quell'occasione il musicista americano, rimasto colpito dalla canzone, propose di aggiungere una parte jazz alla tromba. Nel novembre successivo uscì Snack Bar Budapest Original Movie Soundtrack, la colonna sonora del film Snack Bar Budapest, firmata da Zucchero.
Il successo di Zucchero venne confermato dall'album Oro, incenso e birra, pubblicato nel giugno 1989, e che, con oltre 8 000 000 di copie vendute nel mondo, di cui oltre 1 840 000 copie solo in Italia, rimase per sette anni l'album italiano più venduto nel mondo, superato poi da Romanza di Andrea Bocelli. Il disco contiene alcune delle canzoni rimaste tra le più popolari di sempre dell'artista: Diavolo in me, Overdose (d'amore), Madre dolcissima e Diamante, con testo di Francesco De Gregori, dedicata alla nonna di Zucchero.
Nell'estate del 1989 Zucchero intraprese la prima parte dell'Oro, Incenso e Birra Tour. Da menzionare i concerti di Viareggio e Rimini con ospiti Joe Cocker e Miles Davis, dell'Arena di Verona, cui parteciparono Ray Charles e Dee Dee Bridgewater, e dell'Ex mattatoio, con Eric Clapton, Paul Young e Clarence Clemons, registrato e trasmesso l'anno successivo in prima serata su Italia 1 in uno speciale presentato da Red Ronnie, e la partecipazione al Festivalbar 1989. 
Charles, dopo l'esibizione di Verona, disse del bluesman italiano:
(Ray Charles)
Da allora, oltre a confermarsi come uno dei maggiori esponenti della musica leggera italiana, Zucchero intraprese una ricorrente opera di collaborazione con diversi colleghi.
Il 1989 si chiuse con un progetto nato con spirito goliardico: il 31 dicembre, durante una vacanza sulle Dolomiti Ampezzane, Zucchero formò, insieme a Dodi Battaglia, Fio Zanotti, Maurizio Vandelli, Michele Torpedine e Umbi Maggi, quella che poi si trasformò in una vera e propria formazione musicale, Adelmo e i suoi Sorapis, che pubblicò quattro anni dopo l'album Walzer d'un Blues (1993), inciso in soli nove giorni del 1989 negli studi di registrazione di Maggi.

Da destra: Zucchero, Lucio Dalla, Luciano Pavarotti e il giornalista Vincenzo Mollica durante il primo Pavarotti & Friends nel 1992

Nel 1990 cominciò la seconda parte del tour con ventotto date a supporto di Eric Clapton, di cui dodici consecutive alla Royal Albert Hall. In concomitanza della terza e ultima parte della tournée, uscì la raccolta Zucchero Sings His Hits in English, destinata al mercato internazionale.
Zucchero risultò poi il primo artista occidentale a esibirsi al Cremlino di Mosca dopo la caduta del muro di Berlino, dove tenne due esibizioni consecutive nel dicembre 1990. Dal secondo concerto, che venne trasmesso in diretta televisiva mondiale dalla Rai, fu ricavato Live at the Kremlin, pubblicato nel novembre successivo.
Nel 1991 uscì il singolo Senza una donna (Without a Woman) cantato con Paul Young, che risulta la canzone più conosciuta e di maggiore successo di Zucchero in ambito internazionale, nonché l'unico singolo di un cantante italiano ad aver raggiunto la vetta della Eurochart Hot 100 Singles, oltre a Blue (Da Ba Dee) degli Eiffel 65, dal 1965. Partecipò, poi, duettando con Sting, conosciuto l'anno prima, al Gran premio internazionale della televisione e al tour promozionale dell'ultimo album del cantante britannico, The Soul Cages, in cui è contenuta la versione italiana di Mad About You, Muoio per te, con testo di Zucchero.
Nel 1992, unico italiano invitato, partecipò al Freddie Mercury Tribute Concert, interpretando il brano Las palabras de amor (The Words of Love) insieme ai Queen: da quel momento iniziarono la collaborazione e l'amicizia con il chitarrista Brian May. Il 1992 fu anche l'anno in cui incise Miserere in duetto con Luciano Pavarotti. Per la parte di tenore nei provini del disco omonimo, Michele Torpedine chiamò il giovane e ancora sconosciuto Andrea Bocelli, che venne così lanciato dalla collaborazione con lo stesso Zucchero nel panorama internazionale, mentre tra i coristi presenziò Giorgia Todrani, alle prime esperienze in sala d'incisione. Inizialmente riluttante, Pavarotti si convinse ad accettare dopo aver ascoltato il provino di Bocelli. Il duetto tra un cantante di musica pop e un tenore lirico rappresentò una novità assoluta alla quale seguì l'ideazione del Pavarotti & Friends. Il 14 novembre fu ospite del primo raduno del fan club di Luciano Ligabue all'Italghisa durante il Neverending Tour.
Il 1993 vide Zucchero impegnato ne L'Urlo Tour Europa Italia, in seguito al quale fu pubblicato l'album Walzer d'un Blues, scritto quattro anni prima con i Sorapis. Nel 1994, unico italiano, partecipò a Woodstock '94 grazie al nuovo manager Miles Copeland, e la versione live di Mama venne inclusa nel doppio CD dell'evento. Successivamente Zucchero contribuì a lanciare definitivamente Andrea Bocelli con l'uscita del primo disco del tenore, intitolato Il mare calmo della sera, in cui Zucchero compare come coautore del brano omonimo e autore di Rapsodia.

### 1995-2008: L'apice della carriera musicale

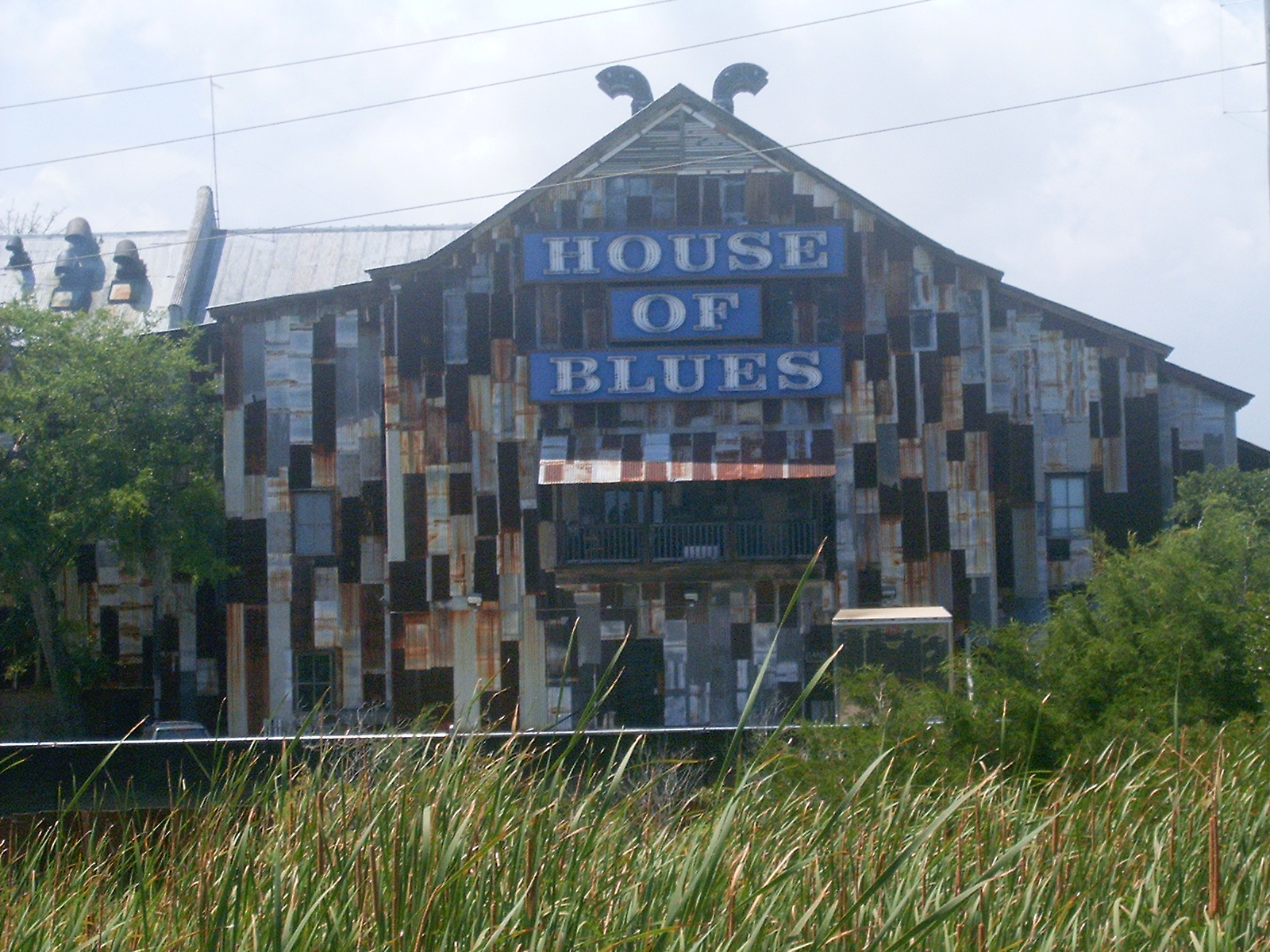
House of Blues a Myrtle Beach

Nel 1995 venne pubblicato l'album Spirito DiVino che, promosso dai singoli X colpa di chi?, Così celeste e Il volo, vendette oltre 2 500 000 copie, metà delle quali in Italia. Invitato da Dan Aykroyd, si esibì alla House of Blues, insieme a Jim Belushi e Dan Aykroyd nei panni dei Blues Brothers e accompagnato dalla The Blues Brothers Band, per le celebrazioni del 46º compleanno di John Belushi. Vinse il premio come miglior album dell'anno al Festivalbar 1995, poco prima di partire per la sua prima tournée intercontinentale: lo Spirito DiVino Tour Mondiale.
Nel 1996 Zucchero fu il primo artista italiano ad apparire su The Faber Companion to 20th Century Popular Music, la più autorevole enciclopedia di musica moderna del ventesimo secolo. Fu anche l'unico italiano, insieme a Edoardo Bennato (1976 e 1992), ai Litfiba (1991) e Luciano Ligabue (1992), a partecipare al Montreux Jazz Festival. A fine anno uscì The Best of Zucchero Sugar Fornaciari's Greatest Hits che,  promosso dal The Best of Tour e anticipato dal singolo Menta e rosmarino, nel cui video recitarono Mietta e Natalia Estrada, raggiunse i 5 000 000 di copie nel mondo, anche grazie alla riedizione della raccolta con l'inclusione della reinterpretazione di Va, pensiero.
Sempre nel 1996 collaborò nuovamente con Andrea Bocelli. Il tenore incluse, infatti, Rapsodia e Il mare calmo della sera nell'album Romanza, che, vendendo oltre venti milioni di copie, risulta l'album italiano più venduto nel mondo, avendo superato il precedente primato di Oro, incenso e birra.
Nel 1997, in occasione della Mostra del cinema di Venezia si esibì con Gérard Depardieu cantando Un piccolo aiuto, i cui proventi della pubblicazione in Francia furono devoluti in beneficenza alla fondazione per la ricerca e la prevenzione dell'AIDS. Nello stesso anno collaborò nuovamente con B.B. King incidendo un duetto nel brano Let the Good Times Roll incluso nell'album Deuces Wild del bluesman. In campo cinematografico, partecipò alla colonna sonora del film Il mistero del principe Valiant, nel duetto con Alannah Myles nel brano What Are We Waiting For, e al doppiaggio del film d'animazione musicale La banda del rock - I musicanti di Brema.
Nel 1998, invitato da Luciano Pavarotti, si esibì ai Grammy Award cantando Va, pensiero. Invitato da Roman Polański e affiancato da Vangelis e da una grande orchestra, si esibì, poi, al Cinemusic International Festival di Gstaad. L'album di inediti successivo fu Bluesugar che, dedicato al terzo figlio Blue, confermò la popolarità dell'artista anche grazie ai singoli Blu, Puro amore e You Make Me Feel Loved.
Nel 1999 si svolse il Bluesugar World Tour Mondiale comprensivo della partecipazione al Night of the Proms, prima volta per Zucchero. Contemporaneamente venne pubblicata la raccolta Overdose d'amore/The Ballads che include il brano Muoio per te in duetto con Sting.
Invitato da Bono, partecipò ai concerti benefici NetAid di Londra (Wembley Stadium), Ginevra (Palais des Nations) e New Jersey (Giants Stadium), dove Zucchero eseguì Il volo, accompagnò con la chitarra Bono nel brano One e, con i vari ospiti, eseguì il brano New Day. Partecipò poi al Michael Jackson & Friends.
Nel 2000, anno di pausa per la scrittura del nuovo album di inediti, venne invitato per suonare alla partita d'addio di Lothar Matthäus, all'evento Faber, amico fragile in memoria dell'appena scomparso Fabrizio De André, dove per l'occasione eseguì Ho visto Nina volare, e alla registrazione dell'album live Moment of Glory degli Scorpions, duettando con Klaus Meine nel brano Send Me an Angel.
Nel 2001 fu al Festival di Sanremo come coautore di due brani: Luce (tramonti a nord est) co-scritta e cantata da Elisa e Di sole e d'azzurro cantata da Giorgia: le due canzoni si classificarono rispettivamente prima e seconda.
Lo stesso anno uscì l'album Shake che, trainato da Baila e contenente la collaborazione con John Lee Hooker, vendette 300 000 copie solo in prevendita. Ragguardevole successo ebbero anche i duetti con i Maná in Baila Morena e Eres mi religión, contenuto in Revolución de amor. Fu poi ospite al gala per il FIFA World Player of the Year di Zurigo.
Nel 2002 Shake vinse il Festivalbar 2002. Venne poi pubblicato Veleno, album di Mina, che include il brano Succhiando l'uva scritto da Fornaciari. Uscì al cinema il cartoon Spirit - Cavallo selvaggio, la cui colonna sonora italiana è cantata da Zucchero, che tradusse i testi della versione originale di Bryan Adams. Contemporaneamente si svolse lo Zucchero Shake Tour, che si protrasse fino all'anno successivo. Il 29 novembre 2003 partecipò al primo 46664 a Città del Capo.
Nel 2004 venne pubblicata la raccolta Zu & Co.. Le canzoni incluse, a eccezione dei due singoli Il grande Baboomba,  vincitore del Festivalbar 2004, e Indaco dagli occhi del cielo, sono vecchi successi ri-arrangiati e interpretati con vari artisti internazionali. Ai cori, ad affiancare la giovane Elaine Jackson, tornò per un'ultima collaborazione Lisa Hunt, storica corista di Fornaciari. Per presentare il nuovo lavoro, Zucchero scelse la Royal Albert Hall per quella che diventò la data zero dello Zu & Co. Tour, alla quale parteciparono diversi tra gli artisti accreditati in Zu & Co.. Durante il tour si aggiunsero anche le partecipazioni alle edizioni di quell'anno e del successivo del Night of the Proms e al BBC a Beautiful Day. 
Nel 2005 Zu & Co. venne pubblicato negli Stati Uniti, debuttando al numero 85 della Top 200 di Billboard e raggiungendo le 500 000 copie vendute negli USA, grazie anche alla distribuzione nei locali della catena Starbucks. In luglio 2005 Zucchero partecipò al Live 8 di Roma e Parigi, e diventò il primo artista italiano ad avere l'intera discografia pubblicata sul nuovo supporto fonografico superaudio CD. Il 1º ottobre 2005, al raduno del Fan Club, avvenne la reunion dello storico gruppo "Le Nuove Luci". Poco tempo dopo la serie di concerti 46664, a cui Zucchero prese nuovamente parte, i Queen decisero di ricominciare il lavoro in studio dopo quindici anni dalla morte di Freddie Mercury. Brian May, che si era messo alla ricerca di una nuova voce per la band, scelse in prima battuta il bluesman italiano, che rifiutò.
(Zucchero)
Il 6 giugno 2006, dopo un anno dedicato alla scrittura del nuovo album, Zucchero venne insignito dell'onorificenza di Commendatore dal Presidente della Repubblica Carlo Azeglio Ciampi.
Nel settembre 2006 venne pubblicato Fly che, con diverse ballate e collaborazioni d'autore con artisti come Ivano Fossati e Jovanotti, rappresentò una svolta pop rispetto ai dischi precedenti. Particolare successo ottennero i singoli Bacco perbacco, Occhi e Un kilo. In Francia uscì Les bronzés 3: amis pour la vie, dell'omonima popolare saga, il cui brano principale della colonna sonora è Baila, nella versione cantata con i Maná, che raggiunse il vertice della classifica francese per quattro settimane, a cinque anni dalla pubblicazione. Quell'anno partecipò, inoltre, alla Mostra del Cinema di Venezia, all'evento 46664 e fu nominato ai 49º Grammy Awards nella categoria Traditional R&B Vocal per la versione di You Are so Beautiful inclusa nel nuovo disco di Sam Moore.

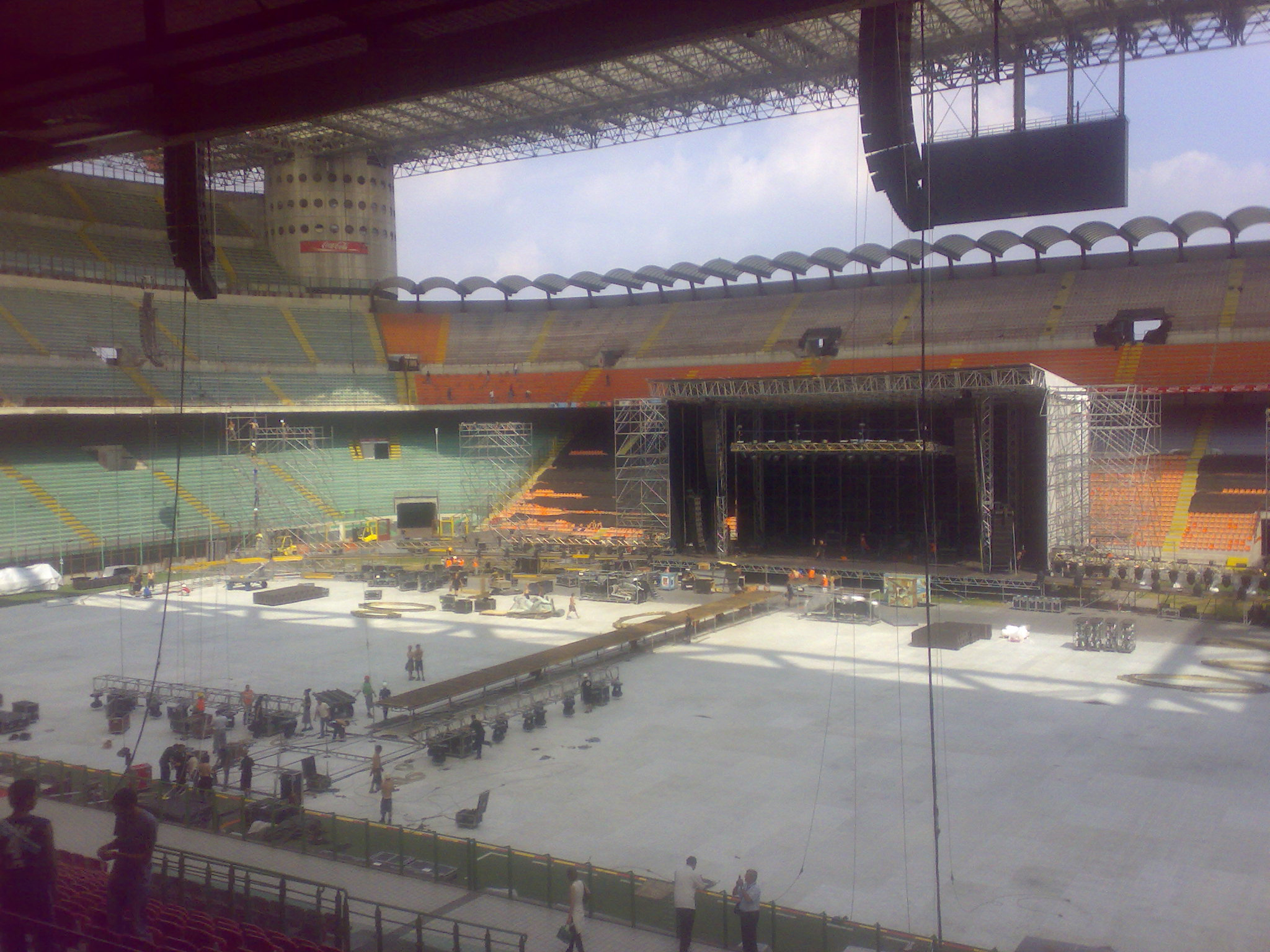
Preparazione del palco per il concerto di Zucchero allo Stadio Giuseppe Meazza nel giugno 2008

Nel 2007 si svolse il Fly World Tour, durante il quale diventò il primo artista a cantare all'Arena di Verona per tre serate consecutive. Il tour fu preceduto dalla partecipazione al concerto per i cinquant'anni dell'Unione europea a Bruxelles e all'evento di Ginevra per la vittoria di Alinghi all'America's Cup 2007. Nell'ottobre 2007 il singolo Wonderful Life anticipò la raccolta All the Best, pubblicata il 23 novembre 2007 in occasione dei venticinque anni di carriera.
Il 14 giugno 2008, all'interno dell'All the Best World Tour, tenne un concerto allo Stadio San Siro, trasformandolo in un grande teatro all'aperto, davanti a circa 30 000 spettatori e in diretta televisiva nazionale. Durante il concerto Zucchero dedicò uno speciale tributo all'amico Luciano Pavarotti, scomparso pochi mesi prima, duettando virtualmente con lui in Miserere, esperienza che si ripeté in ottobre all'evento Salute Petra e in molti dei successivi concerti. Partecipò inoltre alle celebrazioni del 46664 per il 90º compleanno di Nelson Mandela a Hyde Park.
Il 24 ottobre 2008 venne pubblicata Una carezza, canzone composta in memoria della madre Rina. Il brano anticipò Live in Italy, primo progetto live dal 1991. Durante il mese di dicembre 2008 si svolse il Live in Italy Tour che, con i due tour precedenti, chiuse una serie di oltre duecento concerti in due anni.

### 2009-2014:Chocabeck, l'autobiografia eLa Sesión Cubana
Il 19 febbraio 2009 fu ospite al Festival di Sanremo insieme ai Sorapis con la figlia Irene Fornaciari, in gara con il brano Spiove il sole. Il 21 aprile 2009, a seguito del terremoto dell'Aquila, partecipò alla registrazione del singolo Domani 21/04.2009. Il 4 giugno 2009, unico artista italiano, partecipò al Nelson Mandela International Day a New York, e il 19 agosto 2009, in veste di ideatore e realizzatore, al Concerto per Viareggio.
Il 14 febbraio 2010 ricevette il premio "XVIII Tributo ad Augusto" nell'ambito dell'annuale NomadIncontro, da parte dei Nomadi, con i quali collaborò a ottobre 2010 in Raccontiraccolti per la reinterpretazione di Hey Man. Il 3 novembre 2010 pubblicò l'undicesimo album in studio Chocabeck. Anticipato dal singolo È un peccato morir, il disco fu scritto come concept album: rappresenta una domenica dall'alba al tramonto di un immaginario paese della "bassa" Pianura Padana.

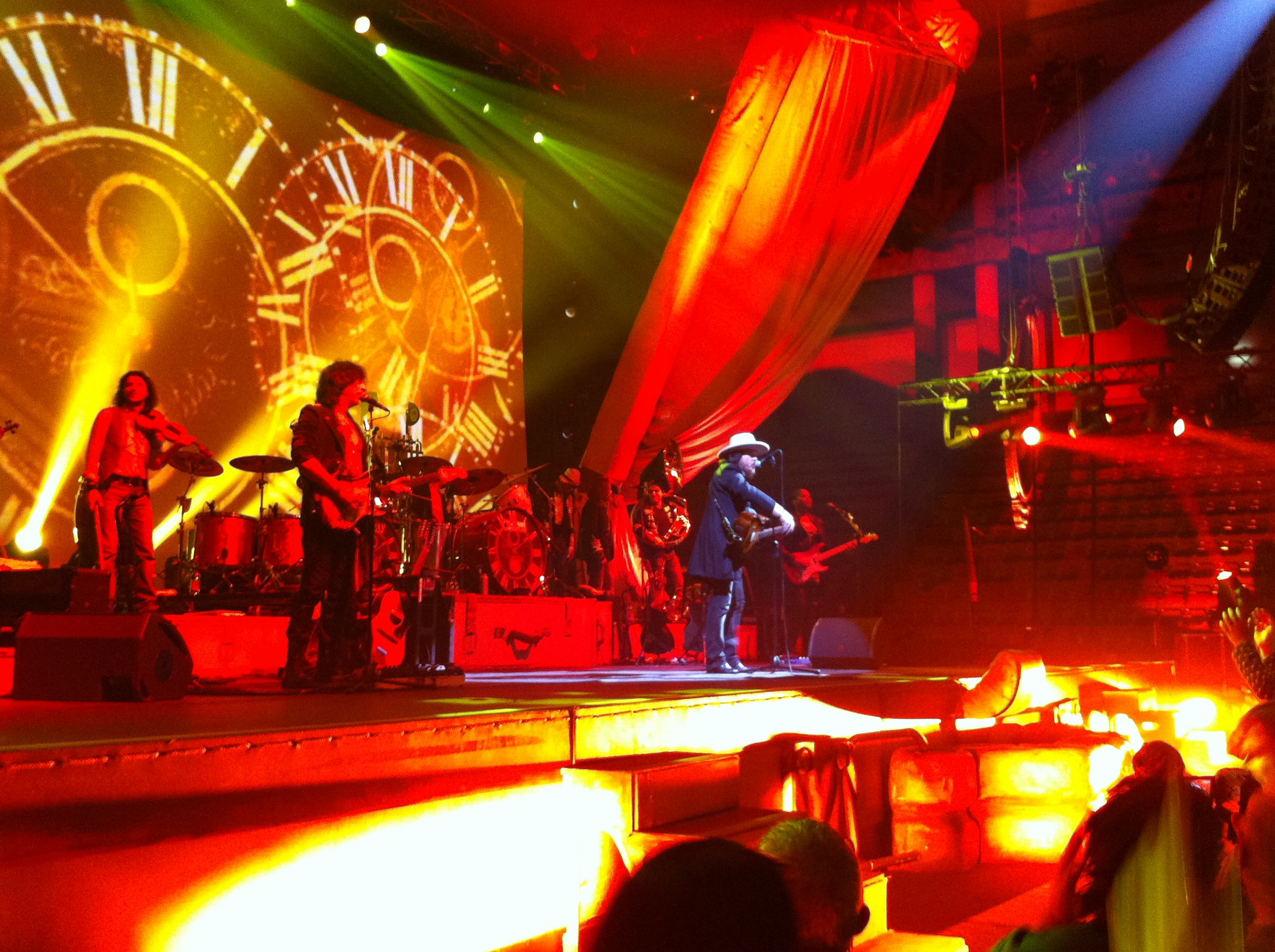
Zucchero durante la tappa ad Acireale del Chocabeck World Tour 2011

Il 22 aprile 2011, insieme a Irene Fornaciari, prese parte al programma televisivo musicale Due. Il 7 maggio 2011 partì il Chocabeck World Tour, che si concluse il 5 luglio 2012.
Il 1º giugno 2011 cantò Un soffio caldo e Miserere al programma Arena di Verona, lo spettacolo sta per iniziare. Il 16 settembre 2011 prese parte alla prima puntata del programma televisivo I migliori anni, eseguendo Diamante, Chocabeck e Vedo nero.
L'8 novembre 2011 venne pubblicato il libro autobiografico Il suono della domenica - Il romanzo della mia vita, edito da Mondadori, presentato a Che tempo che fa il 18 dicembre.
Il 20 dicembre 2011 venne trasmesso in diretta su Rai 2 il concerto Il suono della domenica - Welcome Home Delmo!
Il 23 gennaio 2012, insieme a Fiorella Mannoia, Zucchero prese parte all'ultima esibizione televisiva di Ivano Fossati a Che tempo che fa. A seguito del Terremoto dell'Emilia del 2012, aderì al Concerto per l'Emilia e all'evento benefico Italia Loves Emilia.
L'8 dicembre 2012 all'Avana presentò il disco La sesión cubana con un concerto gratuito presso il parco dell'Istituto Superiore delle Arti a cui assistettero 70 000 persone, organizzato in collaborazione con il Ministero della Cultura, l'Istituto Cubano della Musica, l'Università delle Arti e l'Ambasciata Italiana. L'evento viene ritenuto il secondo più grande concerto mai tenuto da un cantante straniero nella Cuba sotto embargo, superato solo dai Rolling Stones con l'evento Havana Moon del 2016.
L'album, registrato interamente a Cuba, pubblicato il 20 novembre 2012 e anticipato dal singolo Guantanamera (Guajira), rappresentò una sperimentazione.
Il 4 marzo 2013, Zucchero si esibì in Piazza Maggiore, sul sagrato della Basilica di San Petronio, accompagnato da Cheryl Porter e il suo coro gospel, nel brano Ave Maria mo morro, durante il concerto-tributo in onore di Lucio Dalla, a un anno dalla sua scomparsa. Per l'occasione il bluesman emiliano riscrisse il testo del brano in italiano con al suo interno alcuni frammenti di una poesia di Gabriele Moreno Locatelli. Questa versione del brano, contenuto in forma originale ne La sesión cubana, non venne incisa. Il 5 aprile 2013 partì La sesión cubana World Tour. A maggio partecipò al RadioItaliaLive - Il concerto.
Nell'autunno 2013 incise con i 2Cellos Il libro dell'amore, cover del brano The Book of Love, il cui testo fu scritto da Zucchero stesso, e che venne inclusa nell'album In2ition.
Il 1º novembre 2013 venne pubblicato il singolo Quale senso abbiamo noi, unico estratto dall'album live Una rosa blanca, uscito il 3 dicembre 2013 e contenente la registrazione audio e video del concerto tenuto a Cuba l'anno precedente.
Nel marzo 2014 ebbe inizio l'Americana Tour, la cui data più rappresentativa fu quella al Madison Square Garden, con ospiti tra i quali Sting, Elisa, Fher dei Maná e Jovanotti.
Facendo seguito alla serie di concerti del cantante in occasione del Night of the Proms 2014, il 14 novembre 2014, solo in Germania, fu pubblicata la raccolta Night of the Proms 2014 Limited Edition, contenente All the Best e Zu & Co.

### 2015-2018: Il ritorno al blues
In concomitanza con la registrazione del nuovo album in studio, per il quale Bono anticipò un proprio contributo in un'intervista concessa alla CNN all'inizio di dicembre 2015, notizia poi confermata pochi giorni dopo da Zucchero stesso, le collaborazioni del cantante emiliano con colleghi internazionali continuarono. Il 26 giugno 2015 venne pubblicato il duetto Un zombie a la intemperie con il cantante spagnolo Alejandro Sanz, poi eseguita live a Madrid l'8 settembre in occasione di una data del tour del cantante spagnolo. Il 5 settembre Zucchero si esibì in un duetto improvvisato con Bono sulle note di I Still Haven't Found What I'm Looking For durante la seconda delle due date italiane del tour Innocence + Experience Tour degli U2 al Pala Alpitour.
Il 3 ottobre prese parte all'evento solidale Voices for Refugees, tenutosi a Vienna in favore delle popolazioni rifugiate giunte in Europa in numero crescente negli ultimi anni.
Dal 23 ottobre fu ospite nel tour di Marco Borsato per sei serate allo Ziggo Dome.
Il 17 marzo 2016, in concomitanza con il ritorno live in occasione della manifestazione Night of the Proms 2016, annunciò il titolo del suo successivo album – Black Cat – e la relativa data di uscita internazionale: 29 aprile 2016. Il 24 e 25 marzo 2016 vennero pubblicati i singoli di lancio Partigiano reggiano e Voci, rispettivamente per il mercato italiano e per quello internazionale. Dal 21 maggio al 5 giugno 2016 condusse il programma radiofonico Hit Parade su Radio 2. Il 24 maggio fu il primo cantante italiano a essere ospite della trasmissione inglese Later... with Jools Holland in onda su BBC Two per la promozione del nuovo album. A fine maggio Zucchero partì per il Giappone, dove successivamente Black Cat fu pubblicato con una versione di Ti voglio sposare in duetto con il chitarrista nipponico Tomoyasu Hotei. Il 17 giugno venne pubblicato 13 buone ragioni, presentato live ai due eventi estivi Wind Music Awards 2016 e Coca-Cola Summer Festival. Contemporaneamente al tour promozionale nelle principali televisioni e radio europee, partecipò al concerto del 2 luglio a Zagabria dei 2Cellos. Il 9 settembre partecipò al Celebrity Fight Night duettando con Andrea Bocelli. Il 10 settembre andò in onda su Rai 1 lo speciale a lui dedicato Zucchero partigiano reggiano con alcuni importanti ospiti del mondo della musica e dello spettacolo. Il 16 settembre partì dall'Arena di Verona il Black Cat World Tour con un residency show che venne poi riproposto nelle tournée successive. Il 25 novembre venne pubblicato Black Cat Deluxe Edition.
Il 10 febbraio 2017 vennero annunciati ulteriori concerti del bluesman reggiano all'Arena di Verona in programma a settembre, per un totale di ventidue in un anno, di cui undici consecutivi. Tali date gli permisero di superare Luciano Ligabue, che ne tenne dieci nel 2009, e il proprio precedente primato di sette date del Chocabeck World Tour. L'11 febbraio tornò al Festival di Sanremo 2017, per la prima volta in veste di ospite. Il 14 aprile venne pubblicato Black Cat Live. Il 6 giugno 2017 partecipò ai Wind Music Awards 2017 e il 6 settembre all'evento Luciano Pavarotti – 10th Anniversary.
In ottobre 2017 il singolo Un'altra storia anticipò la raccolta Wanted (The Best Collection), pubblicata il 3 novembre in occasione dei trentacinque anni di carriera. Il 14 novembre 2017 andò in onda su Canale 5 il programma televisivo Zucchero – Wanted Tutta un'altra storia, che trasmise uno dei cinque concerti italiani di settembre 2017. Il 21 dicembre fu ospite del programma Panariello sotto l'albero.
Annunciato il 17 novembre 2017, a febbraio 2018 partì il Wanted - Un'altra storia Tour in programma nelle principali città italiane. Il 2 marzo venne pubblicato il doppio vinile Wanted - Duets & Rarities. In estate il tour si concluse con partecipazioni a eventi internazionali come il British Summer Time, ai Wind Music Awards 2018, e con i due concerti in Piazza San Marco, poi trasmessi su Rai 2 l'inverno successivo nel documentario Zucchero: una notte a Venezia. In autunno ricevette il Premio Tenco 2018 alla carriera esibendosi alla 42º Rassegna della canzone d'autore e partecipò come ospite a due concerti europei di Tomoyasu Hotei.

### 2019-2025: Sperimentazioni a cavallo della pandemia e nuovi orizzonti dal vivo
Il 3 gennaio 2019 si esibì per la prima volta in carriera in Oman, nella capitale Mascate, per l'evento Zucchero – King of Blues. In marzo fu ospite di Antonello Venditti per il primo dei due concerti Venditti & Friends, e di Francesco De Gregori per uno degli spettacoli del tour Off the Record. Dopo i concerti già comunicati di Londra, in aprile vennero annunciati nuovi show all'Arena di Verona per il 2020, in vista del nuovo album in studio. Il 14 giugno fu pubblicato Oro, incenso e birra 30th Anniversary, una versione celebrativa per i trent'anni dalla prima uscita dell'album. Il 4 ottobre venne pubblicato Freedom, primo singolo estratto da D.O.C., quattordicesimo album in studio del cantante, in uscita l'8 novembre. Il 20 novembre e il 9 dicembre partecipò rispettivamente ai concerti benefici Griminelli & Friends a Reggio Emilia e Rainforest Fund 30th Anniversary Benefit Concert su invito di Sting.
Il 5 febbraio 2020 partecipò in veste di ospite al Festival di Sanremo 2020. Durante il lockdown dovuto alla pandemia di COVID-19, il bluesman fu comunque attivo: oltre ad apparire nel settimanale nº 3358 Topolino, partecipò agli eventi benefici Music for the Marsden, Together at Home organizzato da Lady Gaga, unico italiano insieme a Andrea Bocelli, e alla Giornata della Terra. Contestualmente anticipò tre brani inediti del suo futuro disco di cover. Nonostante il rinvio degli eventi dal vivo, tra i quali la sua tournée mondiale, prese parte agli omaggi a Fabrizio De André in Crêuza de mä pe Zêna e a Francesco Guccini in Note di viaggio - Capitolo 2: non vi succederà niente, e partecipò ai SEAT Music Awards 2020 e al Power Hits Estate 2020. In autunno, contemporaneamente con la pubblicazione di D.O.C. Deluxe Edition, prese parte all'evento Andrea Bocelli: Believe in Christmas.
Il 2021 è stato un anno di sperimentazioni. In maggio venne pubblicato il primo album in acustico Inacustico D.O.C. & More, a cui seguirono la collaborazione con Davide Van De Sfroos in Maader folk e l'Inacustico Tour. Il 19 novembre pubblicò Discover, primo album di cover anticipato dal singolo Follow You Follow Me.
In seguito il bluesman preferì dedicarsi maggiormente all'attività dal vivo, come da lui stesso confermato. Da aprile 2022 ad agosto 2023 si svolse il World Wild Tour, dopo due anni di rinvii, durante il quale Zucchero partecipò all'evento Italia Loves Romagna e, come ospite, a uno dei quattro concerti milanesi del Music of the Spheres World Tour dei Coldplay. e in seguito al quale è stato presentato Zucchero - Sugar Fornaciari, primo documentario a lui dedicato.
Da novembre 2023 a ottobre 2025 è in corso l'Overdose d'amore World Tour, durante il quale sono stati pubblicati diversi contenuti: Amor che muovi il Sole, una nuova versione di Senza una donna (Without a Woman) con Jack Savoretti e Overdose d'amore 2024 con Salmo, incluse poi anche in Discover II, pubblicato l'8 novembre 2024, e due nuovi remix di Per colpa di chi?, inclusi in Spirito DiVino 30th Anniversary.

## Vita privata
Zucchero si è sposato due volte. Dal primo matrimonio con Angela Figliè ha avuto due figlie: Irene, cantante, e Alice. Dal secondo matrimonio con Francesca Mozer ha avuto un figlio: Adelmo Blue, laureato in giurisprudenza e dal 2024 talent scout dell'Inter. Dal 2000 risiede a Casa Corvi, frazione di Pontremoli, presso la tenuta Lunisiana Soul, il cui nome deriva dall'unione dei toponimi Lunigiana e Louisiana. Ha dichiarato di aver sofferto di depressione nel periodo a cavallo tra gli anni '80 e '90.
Dall'ottobre 2013 è presidente onorario della Reggiana.

### Posizioni politiche, religiose e filosofiche
In occasione delle elezioni politiche del 2008 ha dichiarato di non votare da vent'anni e che non l'avrebbe fatto neppure in quell'occasione, affermando di non riconoscersi in nessuno schieramento, di non essere interessato alla politica e di aver votato solo due volte in vita sua. Nonostante questo disimpegno, ha espresso più volte la propria opinione riguardo a tematiche generali e ha partecipato a diverse iniziative benefiche, fra cui alcune edizioni della Partita del cuore tra la Nazionale italiana cantanti e la Lunisiana Soul di Pontremoli. Zucchero si dichiara inoltre ruralista, sostenendo i valori della cultura contadina, e ateo, anche se nella sua produzione artistica sono presenti diversi elementi spirituali.

## Stile musicale
Zucchero si ispira al blues statunitense, rivisitandolo e contaminandolo con la musica leggera e la musica d'autore italiana. Il risultato è un blues melodico e dolce, che è stato apprezzato dai musicisti con i quali ha collaborato nel corso della sua carriera. Lo stile del cantante prese forma in particolare a partire dagli album Zucchero & The Randy Jackson Band e Rispetto, che nacquero dopo il suo viaggio oltreoceano e l'inizio del sodalizio con Corrado Rustici nel 1984. Il successo dello stile venne confermato con gli album Blue's, Oro, incenso e birra e Spirito DiVino, suoi album più rappresentativi, pregni di atmosfere soul e rhythm and blues, e sonorità internazionali. Questi ultimi sono a tratti malinconici e ripetitivi, in linea con la struttura tipica del blues, mentre in altri casi hanno ritmi più incalzanti, tipici delle canzoni per cui è famoso. Nel corso della carriera Zucchero sperimentò anche con successo il genere pop, in diversi suoi brani, il rock elettronico in Bluesugar, il genere latino, in particolare con l'album La sesión cubana, e la lirica, in alcuni brani come Miserere.
I temi delle sue canzoni, raccontati anche nell'autobiografia Il suono della domenica - Il romanzo della mia vita, riguardano principalmente l'amore, l'amicizia, le vicissitudini personali (ricorrente a tal proposito il burrascoso rapporto con la sua ex moglie) e la vita quotidiana, con un'attenzione particolare alle sue origini contadine. Quest'ultimo aspetto, per il quale sono spesso riconoscibili i riferimenti alla Pianura Padana e alla Lunigiana, ha avuto la sua più evidente espressione nel concept album Chocabeck. Caratteristica dei suoi testi è la creazione di neologismi, che nascono dalla fusione tra termini italiani e anglosassoni, con l'obiettivo di una continua ricerca di termini intercambiabili tra le due lingue, simili nel suono e nel significato, e che si abbinino al meglio alla musica della canzone. Zucchero, infatti, dichiarò in più di un'occasione di concepire i brani in un inglese «maccheronico». È stato definito da Pasquale Panella un cantante «pre-testuale».
Per quanto riguarda la cadenza, il tono della voce e la postura, Zucchero ha da sempre dichiarato di ispirarsi allo stile e al timbro graffiante di Joe Cocker, che si alterna talvolta a un timbro più dolce e leggero.

## Duetti e collaborazioni
Zucchero vanta un ragguardevole numero di collaborazioni sia a livello nazionale che internazionale con musicisti, cantanti e autori.

## Discografia

### Album in studio
- 1983 – Un po' di Zucchero
- 1985 – Zucchero & The Randy Jackson Band
- 1986 – Rispetto
- 1987 – Blue's
- 1989 – Oro, incenso e birra
- 1992 – Miserere
- 1995 – Spirito DiVino
- 1998 – Bluesugar
- 2001 – Shake
- 2006 – Fly
- 2010 – Chocabeck
- 2012 – La sesión cubana
- 2016 – Black Cat
- 2019 – D.O.C.

### Album di cover
- 2021 – Discover
- 2024 – Discover II

### Album dal vivo
- 1991 – Live at the Kremlin
- 2008 – Live in Italy
- 2013 – Una rosa blanca
- 2017 – Black Cat Live

### Raccolte
- 1990 – Zucchero
- 1996 – The Best of Zucchero Sugar Fornaciari's Greatest Hits
- 2004 – Zu & Co.
- 2007 – All the Best
- 2017 – Wanted
- 2021 – Inacustico D.O.C. & More

## Tour
- 1986 – Rispetto Tour
- 1987 – Blue's Tour
- 1988 – European Tour '88
- 1989 – Oro, Incenso e Birra Tour
- 1993 – L'Urlo Tour Europa Italia
- 1995/1996 – Spirito DiVino Tour Mondiale
- 1996/1997 – The Best of Tour '96
- 1999 – Bluesugar World Tour Mondiale
- 2002/2003 – Zucchero Shake Tour
- 2004/2005 – Zu & Co. Tour
- 2007 – Fly World Tour
- 2008 – All the Best World Tour
- 2008 – Live in Italy Tour
- 2011/2012 – Chocabeck World Tour
- 2013 – La sesión cubana World Tour
- 2014 – Americana Tour
- 2016/2017 – Black Cat World Tour
- 2018 – Wanted - Un'altra storia Tour
- 2021 – Inacustico Tour
- 2022/2023 – World Wild Tour
- 2023/2025 – Overdose d'amore World Tour

## Filmografia

### Cinema
- Snack Bar Budapest, regia di Tinto Brass (1988) - colonna sonora[21]
- Orchidea selvaggia 3, regia di Zalman King (1992) - colonna sonora
- French Kiss, regia di Lawrence Kasdan (1995) - colonna sonora
- Il mistero del principe Valiant, regia di Anthony Hickox (1997) - colonna sonora[53]
- Basta guardare il cielo, regia di Peter Chelsom (1998) - colonna sonora
- Spirit - Cavallo selvaggio, regia di Kelly Asbury (2002) - colonna sonora
- Les bronzés 3: amis pour la vie, regia di Patrice Leconte (2006) - colonna sonora[56]

### Televisione
- Baywatch - serie TV, episodio 3x3, 3x22 (1992) - colonna sonora
- Vita da Carlo 3 - serie TV (2024) - cameo

### Doppiaggio
- La banda del rock - I musicanti di Brema, regia di Eberhard Junkersdorf (1997 - inglese)[53]
- Sing 2 - Sempre più forte, regia di Garth Jennings (2021 - italiano)

### Documentario
- Pavarotti, regia di Ron Howard (2019)
- Ennio, regia di Giuseppe Tornatore (2021)
- Zucchero - Sugar Fornaciari, regia di Valentina Zanella e Giangiacomo De Stefano (2023)[13]

## Riconoscimenti
- 1981
  - Vince il Festival di Castrocaro[13]
- 1983
  - 2º posto al Festival di Sanremo col brano Volevo dirti, di cui è autore[10]
- 1987
  - Vince il Festivalbar con l'album Blue's[34]
  - Viene votato tra i magnifici sette di TV Sorrisi e Canzoni, ricevendo un Telegatto d'oro[137]
- 1988
  - Vince la "Vela d'oro" alla Mostra internazionale di musica leggera con l'album Blue's[138]
- 1989
  - Vince il Premio Speciale Europa al Festivalbar[40]
  - Vince il Telegatto d'oro come "artista maschile dell'anno" a Vota la voce 1989[137]
- 1993
  - Premiato a Montecarlo ai World Music Awards[9]
  - Vince la Vela d'oro come artista italiano che ha venduto più album nel mondo[139]
- 1994
  - 1º posto al Festival di Sanremo nella sezione "Nuove proposte" come autore del brano Il mare calmo della sera di Andrea Bocelli.
- 1995
  - Vince il PIM per il successo all'estero[140]
  - Vince il Festivalbar con l'album Spirito DiVino[50]
  - Viene scelto come testimonial dall'Organizzazione delle Nazioni Unite[141]
- 1996
  - Vince il PIM come artista dell'anno[142]
  - Premiato a Montecarlo ai World Music Awards[9]
  - Vince il suo primo "IFPI Platinum Europe Awards"[15]
- 1997
  - Vince il suo secondo e terzo "IFPI Platinum Europe Awards"[15]
  - Vince il Telegatto di platino come miglior artista italiano all'estero a Vota la voce 1997[143]
  - Nomination al Premio Lo Nuestro come videoclip dell'anno per il video della canzone Menta y romero (versione spagnola di Menta e rosmarino)[144]
  - In Germania vince il "RSH Gold" come "intrattenitore di maggior successo dell'anno" (Kraftrille des jahres)[145]
  - Riceve l'Oscar della pace dalla "The Together For Peace Foundation"[146]
- 1999
  - Vince il premio "Spiga d'oro"
- 2001
  - Vince il suo quarto "IFPI Platinum Europe Awards"[15]
  - 1º posto al Festival di Sanremo e premio della critica come autore del brano Luce (tramonti a nord est) di Elisa[10]
  - 2º posto al Festival di Sanremo, autore del brano Di sole e d'azzurro di Giorgia[10]
- 2002
  - Vince il suo quinto "IFPI Platinum Europe Awards"[15]
  - Vince il Festivalbar con l'album Shake[58]
  - Vince il Premio speciale FIMI - Artista italiano nel mondo agli Italian Music Awards[147]
  - Riceve il premio Delfino nel mondo al Fivizzano Music World[148]
  - Riceve il premio Miglior Artista Italiano nel Mondo dalla Regione Calabria[149]
- 2004
  - Vince il suo sesto "IFPI Platinum Europe Awards"[15]
  - Vince il Festivalbar con il brano Il grande Baboomba[10][59]
- 2006
  - Nominato ai 49º Grammy Award nella categoria "Traditional R & B Vocal" per la versione di You Are so Beautiful[16]
  - Vince il premio "Calice di pace"[150]
- 2007
  - Vince il Telegatto di platino alla carriera, per la diffusione della musica italiana all'estero[151]
  - Vince il Wind Music Awards 2007 per l'album Fly[152]
- 2008
  - Vince il Baloise Session - Lifetime Achievement Award[153]
  - Vince il Wind Music Awards 2008 per l'album All the Best[154]
- 2009
  - Vince il Global Music Award[155]
  - Vince il Wind Music Awards 2009 multiplatino per l'album Live in Italy[154]
- 2010
  - Riceve dai Nomadi il XVIII premio "Tributo ad Augusto Daolio"[65]
- 2011
  - Riceve a Monaco il "DIVA Hall of Fame - Music Merit Award"[156]
  - Riceve il premio "Regium Lepidi" di Reggio Emilia[157]
  - Vince i Wind Music Awards 2011:[158]
    - Multiplatino per l'album Chocabeck
    - "Città di Verona"
- 2012
  - Riceve il "Premio Pavarotti d'oro"[159]
  - Riceve il "Premio Lunezia nel mondo" per il Chocabeck World Tour[160]
  - Riceve il "Premio Collisioni"[161]
  - Riceve l'Ischia Golden Music Award per l'album Chocabeck[162][163]
- 2013
  - Riceve l'"Italia Excellence Award"[164]
  - Riceve due premi Medimex per l'album La sesión cubana e per il La sesión cubana World Tour, rispettivamente come miglior album italiano all'estero e come miglior tour italiano all'estero[165]
  - Vince i Wind Music Awards 2013:
    - multiplatino per l'album La sesión cubana
    - platino per i singoli Guantanamera (Guajira) e Vedo nero
- 2014
  - Vince il Music Awards 2014 oro per l'album Una rosa blanca[166]
- 2016
  - Riceve l'Ischia Humanitarian Award per la canzone Streets Of Surrender (S.O.S.)[167]
  - Vince i Wind Music Awards 2016:[168]
    - oro per l'album Black Cat
    - "Premio Arena di Verona" come l'artista italiano che si è esibito in più città nel mondo (329 città, Italia esclusa)
- 2017
  - Riceve il "Best European Tour 2016" dall'Asso Musica durante la serata finale del Festival di Sanremo[95]
  - Riceve il "Best European Arena Tour 2016" dal PRG LEA - Live Entertainment Award[169]
  - Vince i Wind Music Awards 2017:[170]
    - "Premio Arena di Verona" oro per il record di date
    - "Premio Speciale Siae"
    - "Premio Live" platino per gli oltre 100 000 spettatori della parte italiana del Black Cat World Tour 2016
- 2018
  - Riceve il Premio Tenco 2018 alla carriera[14]
  - Vince i Wind Music Awards 2018:[154]
    - oro per l'album Wanted (The Best Collection)
    - "Premio Live" platino per gli oltre 100 000 spettatori della parte italiana del Black Cat World Tour 2017 (date di settembre) e del Wanted - Un'altra storia Tour
- 2020
  - Riceve le "Chiavi di Ischia" all'Ischia Global Film & Music Festival[171]
  - Riceve il Power Hitstory alla carriera al RTL 102.5 Power Hits Estate 2020 dall'Arena di Verona[172]
- 2021
  - Vince il SEAT Music Awards 2021 platino per l'album D.O.C.[173]
- 2022
  - Vince il premio "Diva Arena" per i quattordici concerti di Verona del World Wild Tour[123]
  - Vince i TIM Music Awards 2022:
    - oro per l'album Discover
    - "Premio Live" oro per il World Wild Tour

## Onorificenze
Zucchero non si è presentato alla cerimonia di ritiro dell'onorificenza, ma ha comunque ringraziato il Presidente Ciampi del riconoscimento, inviando un telegramma per «condividere questo premio con tutti i musicisti italiani che stanno portando il nostro paese nel mondo».
- Cittadinanza onoraria di Viareggio[174]
- Cittadinanza onoraria di Memphis[175]
- Cittadinanza onoraria di Reggio Emilia[126]